# Colpocheilopteryx
Colpocheilopteryx là một chi bướm đêm thuộc họ Noctuidae. Hiện nó có tên đồng nghĩa là Phlegetonia.